# Peltula rodriguesii
Peltula rodriguesii är en lavart som först beskrevs av Cromb., och fick sitt nu gällande namn av Büdel. Peltula rodriguesii ingår i släktet Peltula och familjen Peltulaceae.   Inga underarter finns listade i Catalogue of Life.